# Ma Duanlin
Mă Duānlín (En chino simplificado: 马端临 y en chino tradicional:馬端臨) o Ma Tuanlin (1245–1322) fue un historiógrafo y enciclopedista chino. En 1317, publicó la enciclopedia china  Wenxian Tongkao de 348 volúmenes.
Nació en la familia del Ministro Song Ma Tingluan, quién tuvo una extensa colección de documentos históricos. Desde 1273, Ma Duanlin comenzó la recopilación del Wenxian Tongkao utilizando la colección y el consejo de su padre. Después de la muerte de su padre, Ma Duanlin fue llamado para servir a la dinastía Yuan y más tarde jugó una función importante en revivir el sistema educativo de China.
Ma Duanlin escribió acerca de Champa, Chi Tu,  Pan Pan, el imperio Jemer y el reino Kediri.  Escribió también sobre la campaña de Jayavarman VII contra Champa para la invasión de 1177, declaró: «decidió causar una terrible venganza a sus enemigos, lo cual hizo exitosamente tras dieciocho años de disimulo paciente».: 49, 51, 52, 78, 74, 168, 170 

## Más información
- Jay, Jennifer W. Ma Duanlin En Una Enciclopedia Global de Escritura Histórica ed. Por Daniel R. Woolf
- Dong, Enlin, et al. (2002). Literatura histórica y Estudios Culturales. Wuhan: Hubei Prensa de diccionario. ISBN 7-5403-0512-6
- Xu Guanglie. "Wenxian Tongkao" ("Examen comprensible de Literatura") [enlace muerto permanente]. Enciclopedia de China, 1.º ed.

- Datos: Q1206650